# Stade Tourbillon
Stade Tourbillon – stadion piłkarski w Sionie, w Szwajcarii. Został otwarty 11 sierpnia 1968 roku. Obiekt może pomieścić 20 187 widzów, z czego 8 026 to miejsca siedzące. Swoje spotkania rozgrywa na nim drużyna FC Sion.